# NGC 4447
NGC 4447 (również PGC 40979) – galaktyka soczewkowata (SB0), znajdująca się w gwiazdozbiorze Warkocza Bereniki. Odkrył ją Lewis A. Swift 17 kwietnia 1887 roku. Jest to galaktyka z aktywnym jądrem typu LINER.